# Alejandro Montoya
Alejandro Montoya Vera (ur. 3 maja 1952) – kubański bokser, mistrz igrzysk panamerykańskich, olimpijczyk.
Startował w wadze średniej (do 75 kg). Wystąpił w niej na igrzyskach olimpijskich w 1972 w Monachium, gdzie pokonał kolejno Aleca Năstaca z Rumunii i Billa Knighta z Wielkiej Brytanii, a w ćwierćfinale przegrał z Marvinem Johnsonem ze Stanów Zjednoczonych.
Zwyciężył na mistrzostwach Ameryki Środkowej i Karaibów w 1972 w San José (w finale wygrał z Rodrigo Delgado z Kostaryki) i na mistrzostwach Ameryki Środkowej i Karaibów w 1973 w Meksyku (w finale pokonał Nicolása Arredondo z Meksyku), a także na igrzyskach Ameryki Środkowej i Karaibów w 1974 w Santo Domingo (w finale wygrał walkowerem z Natem Knowlesem z Bahamów). Na mistrzostwach świata w 1974 w Hawanie przegrał pierwszą walkę z Berndem Wittenburgiem z Niemieckiej Republiki Demokratycznej.
Po raz trzeci zdobył złoty medal w wadze średniej na mistrzostwach Ameryki Środkowej i Karaibów w 1974 w Caracas (w finale pokonał Fulgencio Obelmejiasa z Wenezueli). Zwyciężył w tej kategorii na igrzyskach panamerykańskich w 1975 w Meksyku po zwycięstwie w finale nad Brazylijczykiem Fernando Martinsem.
Był mistrzem Kuby w wadze średniej w 1972, 1973, 1974, 1975 i 1976.